# Richard Morrell Staigg
Richard Morrell Staigg (ou R. M. Staigg) né le 7 septembre 1817 à Leeds en Angleterre et mort le 11 octobre 1881 à Newport à Rhode Island, est un peintre de portrait à Boston dans le Massachusetts, au XIXe siècle,. 

## Biographie
Richard Morrell Staigg naît le 7 septembre 1817 à Leeds en Angleterre.
À l'âge de treize ans environ, il est placé dans un bureau d'architecte, et reçoit ensuite quelques semaines d'instruction en peinture de portraits. En 1831, il arrive aux États-Unis avec son père, et quatre ans plus tard, il s'installe avec la famille à Newport. Dans ses efforts artistiques, il reçoit les encouragements et les conseils de Washington Allston et se consacre bientôt entièrement à la peinture miniature. 
Il vit à Boston de 1841 à 1850 et de 1865 à 1881, vivant entre ces deux périodes à New York.
À Boston, il tient un atelier à Amory Hall. Il fait partie de la Boston Artists 'Association.[réf. souhaitée] Il expose régulièrement à la National Academy of Design à New York City, dont il est élu associé en 1856, et académicien en 1861. Il visite l'Europe de 1867 à 1869, puis de 1872 à 1874. Les vingt dernières années de sa vie il se consacre à la peinture à l'huile de portraits grandeur nature, ainsi qu'à des œuvres de genre et des paysages.
Richard Morrell Staigg meurt le 11 octobre 1881 à Newport.

## Œuvres
Parmi ses portraits figurent ceux de Washington Allston, Edward Everett, Daniel Webster, William H. Prescott et d'autres. Certaines de ses miniatures sont exposées à la Royal Academy et ont reçu des éloges chaleureux. Parmi ses œuvres à l'huile figurent des portraits de lui-même, de Russell Sturgis et de George H. Calvert, et le "Crossing Sweeper", "The Sailor's Grave" (1862) et "Cat's Cradle" (1863).
Ses œuvres ont des couleurs agréables et sont détaillées dans leur exécution. Ses tableaux de genre sont caractérisés par une simplicité et une grâce intactes.